# 清山知憲
清山 知憲（きよやま とものり、1981年〈昭和56年〉10月31日 - ）は、日本の政治家、医師、医療法人理事長。宮崎県宮崎市長（1期）。

## 経歴・人物
宮崎県宮崎市出身。生家は蕎麦店。宮崎市立宮崎小学校、宮崎大学附属中学校、宮崎県立宮崎西高等学校、東京大学医学部医学科卒業。 大学卒業後、沖縄県立中部病院に就職。
2008年にアメリカ合衆国へ渡り、ベス・イスラエル・メディカルセンター内科レジデンシー・プログラムを1年間履修。アメリカ留学中に故郷宮崎の医師不足のニュースを耳にし、「自分に何か出来ないか」という思いから帰国を決意し、宮崎大学医学部附属病院内科医として入職。
幼少期から同居していた祖母の面倒をみる目標が小学校低学年より医師を志した理由であったため、帰国後には祖母を看取った。
2011年、「宮崎の医師を増やすには政治の力が必要」との思いから政治家になることを決断。同年4月の宮崎県議会議員選挙に宮崎市選挙区（定数12）から無所属で立候補し、1位当選を果たした。
2015年の第18回統一地方選挙での宮崎県議会議員選挙に2期目の立候補を行い、自由民主党公認候補として再選を果たす。
2018年、「日本一健康な町づくり」を旗印に、県議を辞職して宮崎市長選挙に出馬。この時は現職の戸敷正に敗れ、次点で落選。宮崎市内にて「きよやまクリニック」を開業した。
2022年1月23日執行の宮崎市長選挙は現職の戸敷、清山、元市議の斉藤了介、元市議の大村嘉一郎の4人が立候補したが、政党の対応は割れた。自民党県連の市内7支部のうち、5支部は戸敷を、1支部は清山を、残り1支部は両人を推薦した。立憲民主党県連は清山を支持した。国民民主党は県連が自主投票を決定したが、県第1区総支部は清山を推薦した。公明党県本部、日本共産党中部地区委員会、社民党県連は自主投票だった。清山が他の3人を破り初当選した。
※当日有権者数：330,452人 最終投票率：38.76%（前回比：-3.45pts）
| 候補者名   | 年齢 | 所属党派 | 新旧別 | 得票数   | 得票率 | 推薦・支持 |
| ---------- | ---- | -------- | ------ | -------- | ------ | ---------- |
| 清山知憲   | 40   | 無所属   | 新     | 56,943票 | 44.65% |            |
| 戸敷正     | 69   | 無所属   | 現     | 42,929票 | 33.66% |            |
| 斉藤了介   | 55   | 無所属   | 新     | 26,302票 | 20.62% |            |
| 大村嘉一郎 | 70   | 無所属   | 新     | 1,359票  | 1.07%  |            |

家族は両親、息子2人と同居。趣味は水泳、登山、読書。

## 人物

### 統一教会との関係
- 2021年、市長選挙の告示（2022年1月16日）が迫る頃、世界平和統一家庭連合（旧統一教会）と関係の深い宮崎市議の黒木恒一郎は、清山を連れて教団の宮崎家庭教会を訪れ、金泰進教区長に会い、市長選の応援依頼をした。3人が並んだ写真は、のちに統一協会の韓国組織がYouTubeで公開した。朴鍾泌神日本5地区長は、宮崎家庭教会の集会で清山が宮崎市を刷新したいと決意表明をしたこと、教団側が声掛け、ポスティング、電話掛けをしたことなどを明かした[13][14]。
- 2022年8月9日、清山は自身のツイッターに「統一協会との繋がりはありません」と投稿。しかしメディアが2023年に市役所に質問状を送ると、清山は記者に電話し、「選挙前に黒木議員とあいさつ回りをし、宮崎家庭教会というところには確かに連れて行かれた」と事実関係を認めた[13][14]。

### 清山芳雄との関係
1966年8月21日から1978年8月20日まで第15 - 18代宮崎市長を務めた清山芳雄とは家族ではない。60代以上の方から問いかけるFAQが「前の清山市長のお孫さんですか」だった。ただ清山の祖父の出身が同じ地域（新別府町）で清山姓が多かった。

### その他
- 2018年の市長選落選後に開業した「きよやまクリニック」では在宅医療に力を入れる[4]。その後クリニックを「ひなた在宅クリニック」を改めた上、東京都品川区に進出させ、「ひなた在宅クリニック山王」として開院させた[16]。

### HPVワクチンの積極的推奨
- 2019年の宮崎県の子宮頸がんの罹患率は全国ワーストであり、宮崎市でも若い女性のHPVワクチン接種が進まない状況に対し、宮崎大学でのキャッチアップ集団接種を実現させTVインタビューで啓発活動を行った[17]。
- 2025年度の予算において、小学6年から高校1年の男子を対象にHPVワクチンの全額助成を公表した。記者会見において、G7に限っても、男性接種をしていないのは日本だけという現状について、宮崎市の子どもたちのためにはやるべき事業と判断したと語った[18]。

## 著書

### 単著
- 清山知憲『なぜ宮崎に医師はいないのか―誰も話さない医師不足の本当の理由』宮日文化情報センタ、2010年1月1日。ISBN 978-4904186206。
- 清山知憲『東大医学部を出て議員になった私から 投票したい政治家がいないあなたへ』サンクチュアリ出版、2015年3月18日。ISBN 978-4861138256。